# Communauté de communes du Haut Pays du Montreuillois
La communauté de communes du Haut Pays du Montreuillois (CCHPM) est une communauté de communes française située dans le département du Pas-de-Calais dans la région Hauts-de-France. Elle est créée le 22 août 2016 avec pour date d’effet le 1er janvier 2017. Son siège est situé dans la commune de Fruges. Elle regroupe 49 communes et totalise 15 703 habitants en 2021. Elle est localisée dans le centre du département du Pas-de-Calais.

## Histoire
La communauté de communes est créée au 1er janvier 2017 en application du schéma départemental de coopération intercommunale arrêté le 30 mars 2016. Elle est formée par fusion de la communauté de communes du canton de Fruges et environs et de la communauté de communes du canton d'Hucqueliers et environs.

## Listes des communes
La communauté de communes est composée des 49 communes suivantes :

| Nom                     | Code Insee | Gentilé          | Superficie (km2) | Population (dernière pop. légale) | Densité (hab./km2) |
| ----------------------- | ---------- | ---------------- | ---------------- | --------------------------------- | ------------------ |
| Fruges (siège)          | 62364      | Frugeois         | 18,9             | 2 349 (2022)                      | 124                |
| Aix-en-Ergny            | 62017      | Aixois           | 4,83             | 201 (2022)                        | 42                 |
| Alette                  | 62021      | Alettois         | 13,87            | 372 (2022)                        | 27                 |
| Ambricourt              | 62026      | Ambricourtois    | 3,39             | 119 (2022)                        | 35                 |
| Avesnes                 | 62062      | Avesnois         | 3                | 49 (2022)                         | 16                 |
| Avondance               | 62066      | Avondançois      | 2,19             | 33 (2022)                         | 15                 |
| Bécourt                 | 62102      | Bécourtois       | 6,03             | 281 (2022)                        | 47                 |
| Beussent                | 62123      | Beussentois      | 15,93            | 551 (2022)                        | 35                 |
| Bezinghem               | 62127      | Bezinghemois     | 13,15            | 374 (2022)                        | 28                 |
| Bimont                  | 62134      | Bimontois        | 6,81             | 103 (2022)                        | 15                 |
| Bourthes                | 62168      | Bourthois        | 22,33            | 851 (2022)                        | 38                 |
| Campagne-lès-Boulonnais | 62202      | Campagnards      | 13,28            | 675 (2022)                        | 51                 |
| Canlers                 | 62209      | Canlersois       | 3,62             | 163 (2022)                        | 45                 |
| Clenleu                 | 62227      | Clenleulois      | 7,26             | 185 (2022)                        | 25                 |
| Coupelle-Neuve          | 62246      | Coupellois       | 4,54             | 146 (2022)                        | 32                 |
| Coupelle-Vieille        | 62247      | Coupellois       | 14,69            | 567 (2022)                        | 39                 |
| Crépy                   | 62256      | Crépynois        | 6,91             | 158 (2022)                        | 23                 |
| Créquy                  | 62257      | Créquinois       | 20,4             | 463 (2022)                        | 23                 |
| Embry                   | 62293      | Embryens         | 11,69            | 235 (2022)                        | 20                 |
| Enquin-sur-Baillons     | 62296      | Enquinois        | 4,98             | 243 (2022)                        | 49                 |
| Ergny                   | 62302      | Ergnysiens       | 9,29             | 232 (2022)                        | 25                 |
| Fressin                 | 62359      | Fressinois       | 17,17            | 580 (2022)                        | 34                 |
| Herly                   | 62437      | Herlysiens       | 16,3             | 319 (2022)                        | 20                 |
| Hézecques               | 62453      | Hézecquois       | 4,93             | 127 (2022)                        | 26                 |
| Hucqueliers             | 62463      | Hucquelois       | 7,62             | 490 (2022)                        | 64                 |
| Humbert                 | 62466      | Humbertois       | 7,85             | 251 (2022)                        | 32                 |
| Lebiez                  | 62492      | Lebiézois        | 9,57             | 232 (2022)                        | 24                 |
| Lugy                    | 62533      | Lugyois          | 2,83             | 138 (2022)                        | 49                 |
| Maninghem               | 62545      | Maninghois       | 3,93             | 150 (2022)                        | 38                 |
| Matringhem              | 62562      | Matringhemois    | 4,47             | 174 (2022)                        | 39                 |
| Mencas                  | 62565      | Menkenkois       | 2,02             | 73 (2022)                         | 36                 |
| Parenty                 | 62648      | Parentois        | 12,92            | 551 (2022)                        | 43                 |
| Planques                | 62659      | Planquois        | 6,18             | 104 (2022)                        | 17                 |
| Preures                 | 62670      | Preurois         | 15,87            | 624 (2022)                        | 39                 |
| Quilen                  | 62682      | Quilennois       | 4,06             | 65 (2022)                         | 16                 |
| Radinghem               | 62685      | Radinghemois     | 4,93             | 261 (2022)                        | 53                 |
| Rimboval                | 62710      | Rimbovalois      | 7,07             | 184 (2022)                        | 26                 |
| Royon                   | 62725      | Royonnais        | 7,49             | 127 (2022)                        | 17                 |
| Ruisseauville           | 62726      | Ruisseauvillois  | 3,89             | 208 (2022)                        | 53                 |
| Rumilly                 | 62729      | Rumillyacois     | 7,04             | 239 (2022)                        | 34                 |
| Sains-lès-Fressin       | 62738      | Sainsinois       | 6,71             | 152 (2022)                        | 23                 |
| Saint-Michel-sous-Bois  | 62762      | Saint-Michellois | 5,66             | 129 (2022)                        | 23                 |
| Senlis                  | 62790      | Senlissois       | 4,9              | 161 (2022)                        | 33                 |
| Torcy                   | 62823      | Torcyens         | 5,27             | 172 (2022)                        | 33                 |
| Verchin                 | 62843      | Verchinois       | 10,68            | 233 (2022)                        | 22                 |
| Verchocq                | 62844      | Verchocquois     | 15,56            | 643 (2022)                        | 41                 |
| Vincly                  | 62862      | Venciliens       | 4,6              | 149 (2022)                        | 32                 |
| Wicquinghem             | 62886      | Wicquingeois     | 6,8              | 268 (2022)                        | 39                 |
| Zoteux                  | 62903      | Zotelois         | 7,34             | 588 (2022)                        | 80                 |

## Démographie
| 1968   | 1975   | 1982   | 1990   | 1999   | 2010   | 2015   | 2021   |
| ------ | ------ | ------ | ------ | ------ | ------ | ------ | ------ |
| 15 220 | 14 670 | 14 415 | 14 064 | 13 596 | 15 527 | 15 835 | 15 703 |

## Logement
En 2022, le nombre total de logements dans la communauté de communes était de 7 748, alors qu'il était de 7 544 en 2016 et de 7 195 en 2011
, soit une progression du nombre total de logements de 7,7 % depuis 2011.
Parmi ces 7 748 logements, 83,1 % étaient des résidences principales, (soit 6 441 logements), 8,2 % des résidences secondaires et 8,6 % des logements vacants. Ces logements étaient pour 94,6 % d'entre eux des maisons individuelles et pour 3,4 % des appartements.
Sur les 6 441 résidences principales, 72,6 % sont occupées par des propriétaires, 25,5 % par des locataires et 1,9 % par des personnes logées gratuitement.
Le tableau ci-dessous présente la typologie des logements dans la communauté de communes en 2022 en comparaison avec celle du Pas-de-Calais et de la France entière. Une caractéristique marquante du parc de logements est ainsi une proportion de résidences secondaires et logements occasionnels (8,2 %) supérieure à celle du département (6,6 %) mais inférieure à celle de la France entière (9,7 %) ainsi que d'une proportion de logements vacants (8,6 %) inférieure à celle du département (7,2 %) et de la France entière (8 %).
| Typologie                                               | Communauté de communes | Pas-de-Calais | France entière |
| ------------------------------------------------------- | ---------------------- | ------------- | -------------- |
| Résidences principales (en %)                           | 83,1                   | 86,2          | 82,3           |
| Résidences secondaires et logements occasionnels (en %) | 8,2                    | 6,6           | 9,7            |
| Logements vacants (en %)                                | 8,6                    | 7,2           | 8              |

Le tableau ci-dessous présente le type de combustible principal utilisé dans les résidences principales ainsi que l'évolution des différents types de combustible entre 2011 et 2022.
| Type de combustible principal du logement | Communauté de communes | Communauté de communes | Communauté de communes | Pas-de-Calais 2022 |
| Type de combustible principal du logement | 2011                   | 2022                   | △                      | Pas-de-Calais 2022 |
| ----------------------------------------- | ---------------------- | ---------------------- | ---------------------- | ------------------ |
| Gaz de ville - réseau de chaleur          | 9,2 %                  | 8,2 %                  | -1                     | 51,7 %             |
| Fioul (mazout)                            | 26,8 %                 | 18,9 %                 | -7,9                   | 7,4 %              |
| Électricité                               | 17,6 %                 | 21,1 %                 | 3,5                    | 24,4 %             |
| Gaz en bouteilles ou en citerne           | 3,4 %                  | 2,5 %                  | -0,9                   | 1,0 %              |
| Autres (bois, solaire, géothermie, etc.)  | 43,1 %                 | 49,4 %                 | 6,3                    | 15,5 %             |

## Économie

### Revenus de la population et fiscalité
En 2021, la communauté de communes compte 6 256 ménages fiscaux, regroupant 15 303 personnes.
En 2021, le revenu fiscal médian par ménage, le taux de pauvreté des ménages et la part des ménages fiscaux imposés de la communauté de communes, du département du Pas-de-Calais et de la métropole sont les suivants :
- le revenu fiscal médian par ménage de la communauté de communes est de 20 500 €, inférieur à celui du département du Pas-de-Calais (20 720 €) et inférieur à celui de la France métropolitaine (23 080 €)[Insee 8],[Insee 9],[Insee 10] ;
- le taux de pauvreté des ménages de la communauté de communes est de 17,2 %, inférieur à celui du département du Pas-de-Calais (18,4 %) et supérieur à celui de la métropole (14,9 %)[Insee 11],[Insee 12],[Insee 13] ;
- la part des ménages fiscaux imposés dans la communauté de communes est de 39,8 %, inférieure à celle du département du Pas-de-Calais (44,1 %) et inférieure à celle de la métropole (53,4 %)[Insee 8],[Insee 9],[Insee 10].

### Emploi
|                                  | 2011   | 2016   | 2022   |
| -------------------------------- | ------ | ------ | ------ |
| CC du Haut Pays du Montreuillois | 11,5 % | 12,7 % | 10,2 % |
| Département                      | 11,3 % | 13,7 % | 11,2 % |
| France métropolitaine            | 11,6 % | 13,7 % | 11,7 % |

En 2022, la population âgée de 15 à 64 ans s'élève à 9 456 personnes, parmi lesquelles on compte 77,0 % d'actifs (69,1 % ayant un emploi et 7,9 % de chômeurs) et 23,0 % d'inactifs,. En 2022, le taux de chômage (au sens du recensement) des 15-64 ans est inférieur à celui du département et inférieur à celui de la France métropolitaine.
La communauté de communes compte 5 152 emplois en 2022, contre 5 082 en 2016 et 4 964 en 2011. Le nombre d'actifs ayant un emploi résidant dans la communauté de communes est de 6 636, soit un indicateur de concentration d'emploi de 77,6 et un taux d'activité parmi les 15 ans ou plus de 58,0 %.
Sur ces 6 636 actifs de 15 ans ou plus ayant un emploi, 5 024 travaillent dans la communauté de communes, soit 76 % des habitants. Pour se rendre au travail, 82,9 % des habitants de la communauté de communes utilisent une voiture, un camion ou une fourgonnette, 1,4 % les transports en commun, 6,7 % s'y rendent en deux-roues motorisé, à vélo ou à pied et 9,0 % n'ont pas besoin de transport (travail au domicile).

### Entreprises et commerces

#### Activités hors agriculture
En 2022, 904 établissements marchands non agricoles sont économiquement actifsdans la  communauté de communes,,.
| Secteur d'activité                                                                                        | CC de la Terre des Deux Caps | CC de la Terre des Deux Caps | Département |
| Secteur d'activité                                                                                        | Nombre                       | %                            | %           |
| --- | ---------------------------- | ---------------------------- | ----------- |
| Ensemble                                                                                                  | 904                          | 100 %                        | (100 %)     |
| Industrie manufacturière, industries extractives et autres                                                | 85                           | 9,4 %                        | (5,3 %)     |
| Construction                                                                                              | 147                          | 16,3 %                       | (11,7 %)    |
| Commerce de gros et de détail, transports, hébergement et restauration                                    | 247                          | 27,3 %                       | (22,5 %)    |
| Information et communication                                                                              | 8                            | 0,9 %                        | (3,6 %)     |
| Activités financières et d'assurance                                                                      | 41                           | 4,5 %                        | (5,3 %)     |
| Activités immobilières                                                                                    | 68                           | 7,5 %                        | (5,7 %)     |
| Activités spécialisées, scientifiques et techniques et activités de services administratifs et de soutien | 107                          | 11,8 %                       | (20,2 %)    |
| Administration publique, enseignement, santé humaine et action sociale                                    | 103                          | 11,4 %                       | (15,8 %)    |
| Autres activités de services                                                                              | 98                           | 10,8 %                       | (9,9 %)     |

Le secteur de la construction représente 16,3 % du nombre total d'établissements de la commune (147 sur les 904 entreprises implantées dans la communauté de communes), contre 11,7 % au niveau départemental, à l'inverse, le secteur des activités spécialisées, scientifiques et techniques et activités de services administratifs et de soutien avec 11,8 % du nombre total d'établissements est inférieur à celui du département (20,2 %).

### Tourisme

#### Hôtellerie, camping et autres hébergements collectifs
Au 1er janvier 2025, la communauté de communes du Haut Pays du Montreuillois dispose d'un hôtel pour une capacité de 5 chambres, de cinq campings totalisant 381 emplacements et d'aucun autre type d'hébergement collectif,.

## Administration
| Période      | Période  | Identité         | Étiquette | Qualité                          |
| ------------ | -------- | ---------------- | --------- | -------------------------------- |
| janvier 2017 | En cours | Philippe Ducrocq |           | maire de Bezinghem (depuis 2014) |

## Jumelage
En 2005, l'ex-communauté de communes du canton d'Hucqueliers et environs projette un jumelage avec une communauté de communes allemande. Après des contacts avec la commune d’Emsetal, en Thuringe, la charte du jumelage est signée en juin 2006. En août 2007, est créé le comité « Europe-Amitié » émanation directe du jumelage.
- Emsetal (Allemagne) depuis juin 2006

Depuis le 1er janvier 2014, la commune d'Emsetal est intégrée à la commune de Waltershausen.